# Khulna (division)
La division de Khulnâ  est une des huit divisions administratives du Bangladesh.

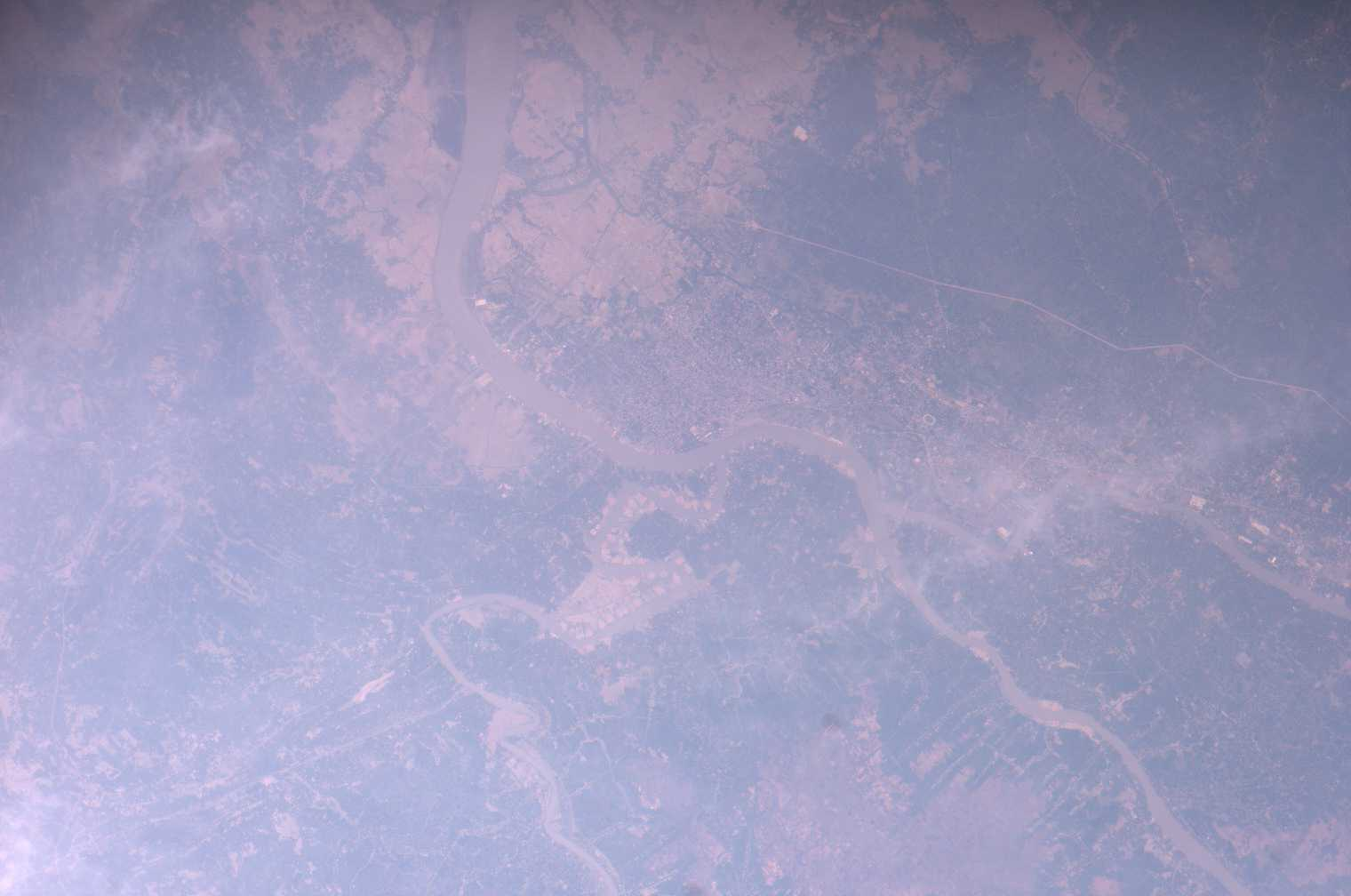
Vue du Bangladesh prise lors de l'expédition ISS 12

| District  | Upazila | Union | Village | Municipalité | Population |
| --------- | ------- | ----- | ------- | ------------ | ---------- |
| Bagerhat  | 9       | 75    | 1 031   | 3            | 1 549 031  |
| Chuadanga | 4       | 31    | 514     | 4            | 1 007 130  |
| Jessore   | 8       | 92    | 1 434   | 4            | 2 471 554  |
| Jhenaidah | 6       | 67    | 1 152   | 5            | 1 579 490  |
| Khulna    | 14      | 70    | 1 119   | 2            | 2 378 971  |
| Kushtia   | 6       | 61    | 978     | 4            | 1 740 155  |
| Magura    | 4       | 36    | 700     | 1            | 824 311    |
| Meherpur  | 3       | 18    | 277     | 1            | 591 436    |
| Narail    | 3       | 37    | 651     | 2            | 698 447    |
| Satkhira  | 7       | 78    | 1 435   | 2            | 1 864 704  |
| 10        | 64      | 565   | 9 284   | 28           | 14 705 229 |